# إمارة بيحان
إمارة بيحان هي إحدى كيانات محمية عدن البريطانية، انضمت لاحقاً لاتحاد الجنوب العربي عام 1963. عاصمتها سوق عبد الله وتسمى اليوم بيحان.

## تاريخ
إمارة بيحان كانت إلى عهد قريب مستقلة عن اليمن. تمتعت الإمارة بعلاقات خارجيه جيده بالحكام والأمراء العرب في الجنوب العربي والجزيرة العربية، بعد استئجار البريطانيين عدن في القرن الماض من سلطنه لحج بدأت عدد من الإمارات في جنوب الجزيرة العربية ومن بينهم إمارة بيحان توقيع اتفاقيات اقتصاديه وعسكرية حتى توجت باتفاقيات حماية خارجية وعسكرية لهذه الإمارات من الأخطار الخارجية في فترت الحرب العالمية وخطر الأطماع اليمنية في الجنوب العربي بعد محاولة إمام اليمن اخضاع إمارات الجنوب العربي بالاستقواء بإيطاليا ومصر.
شهدت إمارة بيحان تقدم كبير في مجال الحقوق والتنمية الاقتصادية. منذ الأربعينيات والخمسينات بدأ طيران عدن بتشغيل مطار بيحان.
أصبحت إمارة بيحان عضواً مؤسساً لاتحاد إمارات الجنوب العربي في عام 1959 الذي خلفه اتحاد الجنوب العربي عام 1963، وآخر أمرائها من الإشراف من أسرة الهبيلي وآخر حكامها الأمير الشريف صالح بن حسين الهبيلي حيث خلع من منصبه بعد استلام يمنيين قوميين السلطة في عدن عام30 نوفمبر 1967 والجنوب العربي بدايات 1968 ألغيت الإمارة وتم نفي الأمير الشريف صالح بن حسين الهبيلي والمئات من سكان الإمارة إلى الطائف في المملكة العربية السعودية، في ذات العام أعلن القوميين اليمنيين جمهورية اليمن الديمقراطية الشعبية ثم الجمهورية اليمنية.